# 阿都三兄弟
《阿都三兄弟》是一部1964年的马来语黑白喜剧电影，由巨星比·南利执导并主演。电影讲述了三个兄弟被狡猾的Sadiq Segaraga设下的圈套所诈骗的故事。Sadiq利用他的三个女儿试图骗取三兄弟的所有财富。电影致敬了传统的民间故事，并在故事中融入了道德寓意。故事背景设定在一个虚构的中东国家名为Isketambola。该片是比南利在1965年搬到吉隆坡的默迪卡制片厂之前，在新加坡执导的最后一部电影。

## 剧情
Ismet Ulam Raja是一位富有的商人，拥有三个儿子：Abdul Wahab、Abdul Wahib和Abdul Wahub。Abdul Wahab和Abdul Wahib非常自私且以金钱为中心，各自经营着成功的生意。而Abdul Wahub则享受简单的生活，拥有一家小音乐店。在Ismet生日当天心脏病发作时，Abdul Wahab和Abdul Wahib开始盘算父亲去世后能继承多少财富。Abdul Wahub对他们的行为感到震惊，并试图让父亲去医院（尽管Ismet强烈反对医院）。他们的父亲最终在家中去世，两位哥哥立即分配父亲的巨额遗产，而Abdul Wahub只继承了父亲的房子。虽然对这种不公感到不满，但他接受了，因为他是最小的弟弟，继续经营他简单的音乐生意。
Sadiq Segaraga是已故Ismet的朋友，他也对曾属于朋友的巨额财富垂涎三尺。他命令三个漂亮的女儿，Hamidah、Rafidah和Ghasidah，去吸引三位Abdul。Hamidah成功吸引了Abdul Wahab，Rafidah也成功吸引了Abdul Wahib，但Ghasidah和Abdul Wahub一见面就争吵。
两位哥哥去见Sadiq，要求娶他的两个女儿为妻。他同意了，但条件是他们必须签署一份由他和他的律师Kassim Patalon起草的合同。合同规定，如果他们在婚姻期间任何时候发脾气，所有的财富将归Sadiq所有，他们将被卖为奴隶。尽管他们对合同有所怀疑，但还是同意签字。结婚后，Abdul Wahab和Abdul Wahib搬进了Sadiq的家，被告知不允许吃他们的食物，只能闻，而且要睡在马厩里，而不是妻子的房间里。两位Abdul对这些条件大发雷霆，Sadiq拿出合同，声称拥有他们的所有财富，并将两人卖为奴隶。
Abdul Wahub看到他的兄弟们在市场上被出售，但无能为力。那天晚上，他父亲的灵魂在梦中出现，告诉他去见一个叫Sulaiman Akhlaken的人。他按指示去见了Sulaiman Akhlaken，发现他是父亲的律师，管理着父亲的海外财产，这些财产现在传给了Abdul Wahub。他发现自己比两个哥哥加起来还富有几倍。得知这一切后，他开始计划，去见 Sadiq并提出娶 Ghasidah。起初，Sadiq拒绝了Abdul Wahub的提议，因为他认为Abdul Wahub比他的兄弟们更穷，但在看到Abdul Wahub的财富证明后，Sadiq立即同意了。他向Abdul Wahub出示了与他哥哥们相同的合同，Abdul Wahub表示愿意签字，但条件是 Sadiq也签一份合同，规定如果Sadiq发脾气，Abdul Wahub将同样获得他的所有财富，并将他卖为奴隶。
Abdul Wahub和Ghasidah结婚了，尽管他们据说仍然互相讨厌。Abdul Wahub到达Sadiq家，被告知与他哥哥们同样的条件，但他早有准备，轻松应对了这些条件。接下来的日子里，他通过躲避Ghasidah，与另一位女士约会，并把Sadiq商店里的所有东西都送给穷人，反击Sadiq的诡计。每次Sadiq几乎都差点发脾气，但他的律师提醒他所签的合同。
Ghasidah质问Abdul Wahub是否真的与另一位女士有染。起初，他假装这是真的。但后来揭示这只是演戏，其实他爱着Ghasidah，Ghasidah也爱着他。
当Abdul Wahub邀请镇上的人到Sadiq的家里拿走任何他们想要的东西时，Sadiq终于发怒。当Sadiq承认自己真的很生气时，Abdul Wahub拿出合同，夺走了他的一切，并将他、Kassim、Rafidah和Hamidah卖为市场上的奴隶。
不久之后，Abdul Wahub买下了被商人买走的两个哥哥，以及Sadiq、Rafidah和Hamidah（除了Kassim，将他单独留下），并把他们都带回了曾是他唯一继承的Ismet Ulam Raja的房子。在一段充满泪水的演讲后，他为自己的行为向大家道歉，解除了将他们束缚为奴隶的合同。影片结束时，所有曾作为奴隶的人都学到了教训。

## 角色

### 主角
- 比南利饰Abdul Wahub Ulam Raja，Ismet的三儿子中最小的，经营一家乐器和唱片店。
- Haji Mahadi饰Abdul Wahab Ulam Raja，Ismet的长子，经营一家卖鸟的店铺。
- S. Kadarisman饰Abdul Wahib Ulam Raja，Ismet的次子，经营一家雕刻作坊。
- 莎莉玛饰Ghasidah Segaraga，Sadiq的三女儿中最小的。
- Mariani饰Hamidah Segaraga，Sadiq的长女。
- Dayang Sofia饰Rafidah Segaraga，Sadiq的次女。

### 配角
- Ahmad Nisfu饰Sadiq Segaraga，古董店老板，Hamidah、Rafidah和Ghasidah的父亲。
- Salleh Kamil饰Kassim Patalon，Sadiq的共犯律师兼顾问。
- S. Shamsuddin饰讲故事者。
- H. M. Busra饰奴隶贩子。
- M. Babjan饰Ismet Ulam Raja，Isketambola最富有的大亨，拥有各种企业，三位Abdul的父亲。
- Nyong Ismail饰Hussain Lempoyang，开罗的骆驼商人。
- Ahmad Sabri饰Suleiman Akhlaken，Ismet Ulam Raja的律师。
- S. Sudarmaji饰寻找鸟粪作肥料的人。
- Udo Omar饰孤儿院教师。

### 客串
- 莎罗马在电影开头演唱主题曲。
- Murni Sarawak（未署名）饰Fatima Hatem Thai，三位Abdul的已故母亲，Ismet Ulam Raja的妻子。她的肖像出现在影片中。
- S. Sudarmaji
- Kassim Masdor
- Rahayu Sudarmaji
- Vicky Ghazi

## 歌曲
- Bunyi Guitar（吉他之声），由比南利演奏
- Tolong Kami、Bantu Kami（哦，请帮助我们），由比南利演唱
- Sedangkan Lidah Lagi Tergigit（即使舌头也会被咬），由比南利和莎罗马表演
- Allah Selamatkan Kamu（愿真主拯救你），由Ahmad Nisfu演唱